# Premio Renaudot
El Premio Théophraste Renaudot, conocido simplemente como Premio Renaudot, es un premio literario creado en 1926 por diez periodistas y críticos literarios que esperaban los resultados de la deliberación del jurado del Premio Goncourt. 

## Trayectoria
El primer jurado estuvo compuesto por Raymond de Nys, Marcel Espiau, Georges Le Fèvre, Noël Sabord, Georges Martin, Odette Pannetier, Henri Guilac, Gaston Picard, Pierre Demartre y Georges Charensol.
Sin estar orgánicamente ligado a la Academia Goncourt, el jurado del Premio Renaudot es su complemento natural. Los ganadores de ambos premios son anunciados al mismo tiempo y en el mismo lugar (el primer martes de noviembre en el restaurante Drouant, en París).
El jurado entrega también anualmente otros galardones: el Premio Renaudot de Ensayo (a partir de 2003) y el de Libro de Bolsillo (desde 2009).
Además, a partir de 1992 se otorga el Premio Renaudot de los Estudiantes (Prix Renaudot des lycéens).

## Los premiados
| Año  | Foto | Autor                          | Título                                           | Editorial                     | Notas                                            |
| ---- | ---- | ------------------------------ | ------------------------------------------------ | ----------------------------- | ------------------------------------------------ |
| 1926 |      | Armand Lunel                   | Nicolo-Peccavi ou l'Affaire Dreyfus à Carpentras | Gallimard                     |                                                  |
| 1927 |      | Bernard Nabonne                | Maïtena                                          | Fayard                        |                                                  |
| 1928 |      | André Obey                     | Le Joueur de triangle                            | Grasset                       |                                                  |
| 1929 |      | Marcel Aymé                    | La Table aux crevés                              | Gallimard                     |                                                  |
| 1930 |      | Germaine Beaumont              | Piège                                            | Éditions Lemerre              |                                                  |
| 1931 |      | Philippe Hériat                | L'Innocent                                       | Éditions Denoël               |                                                  |
| 1932 |      | Louis-Ferdinand Céline         | Voyage au bout de la nuit                        | Éditions Denoël               |                                                  |
| 1933 |      | Charles Braibant               | Le roi dort                                      | Éditions Denoël               |                                                  |
| 1934 |      | Louis Francis                  | Blanc                                            | Gallimard                     |                                                  |
| 1935 |      | François de Roux               | Jours sans gloire                                | Gallimard                     |                                                  |
| 1936 |      | Louis Aragon                   | Les Beaux Quartiers                              | Denoël                        |                                                  |
| 1937 |      | Jean Rogissart                 | Mervale                                          | Denoël                        |                                                  |
| 1938 |      | Pierre-Jean Launay             | Léonie la bienheureuse                           | Denoël                        | También recibió ese año el premio Deux Magots    |
| 1939 |      | Jean Malaquais                 | Les Javanais                                     | Denoël                        |                                                  |
| 1940 |      | Jules Roy                      | La Vallée heureuse                               | Éditions Charlot              | Premio entregado en 1946                         |
| 1941 |      | Paul Mousset                   | Quand le temps travaillait pour nous             | Éditions Grasset              |                                                  |
| 1942 |      | Robert Gaillard                | Les Liens de chaîne                              | Éditions Colbert              |                                                  |
| 1943 |      | André Soubiran                 | J'étais médecin avec les chars                   | Éditions Didier               |                                                  |
| 1944 |      | Roger Peyrefitte               | Les Amitiés particulières                        | Jean Vigneau                  | Premio entregado en 1945                         |
| 1945 |      | Henri Bosco                    | Le Mas Théotime                                  | Éditions Charlot              |                                                  |
| 1946 |      | David Rousset                  | L'Univers concentrationnaire                     | Éditions du Pavois            |                                                  |
| 1947 |      | Jean Cayrol                    | Je vivrai l'amour des autres                     | Seuil                         |                                                  |
| 1948 |      | Pierre Fisson                  | Voyage aux horizons                              | Éditions Julliard             |                                                  |
| 1949 |      | Louis Guilloux                 | Le Jeu de patience                               | Gallimard                     |                                                  |
| 1950 |      | Pierre Molaine                 | Les Orgues de l'enfer                            | Éditions Corrêa               |                                                  |
| 1951 |      | Robert Margerit                | Le Dieu nu                                       | Gallimard                     |                                                  |
| 1952 |      | Jacques Perry                  | L'Amour de rien                                  | Éditions Julliard             |                                                  |
| 1953 |      | Célia Bertin                   | La Dernière Innocence                            | Éditions Corrêa               |                                                  |
| 1954 |      | Jean Reverzy                   | Le Passage                                       | Éditions Julliard             |                                                  |
| 1955 |      | Georges Govy                   | Le Moissonneur d'épines                          | Éditions de la Table ronde    |                                                  |
| 1956 |      | André Perrin                   | Le Père                                          | Éditions Julliard             |                                                  |
| 1957 |      | Michel Butor                   | La Modification                                  | Les Éditions de Minuit        |                                                  |
| 1958 |      | Édouard Glissant               | La Lézarde                                       | Seuil                         |                                                  |
| 1959 |      | Albert Palle                   | L'Expérience                                     | Éditions Julliard             |                                                  |
| 1960 |      | Alfred Kern                    | Le Bonheur fragile                               | Gallimard                     |                                                  |
| 1961 |      | Roger Bordier                  | Les Blés                                         | Éditions Calmann-Lévy         |                                                  |
| 1962 |      | Simonne Jacquemard             | Le Veilleur de nuit                              | Seuil                         |                                                  |
| 1963 |      | J. M. G. Le Clézio             | Le Procès-verbal                                 | Gallimard                     |                                                  |
| 1964 |      | Jean-Pierre Faye               | L'Écluse                                         | Seuil                         |                                                  |
| 1965 |      | Georges Perec                  | Les Choses                                       | Éditions Julliard             |                                                  |
| 1966 |      | José Cabanis                   | La Bataille de Toulouse                          | Gallimard                     |                                                  |
| 1967 |      | Salvat Etchart                 | Le Monde tel qu'il est                           | Mercure de France             |                                                  |
| 1968 |      | Yambo Ouologuem                | Le Devoir de violence                            | Seuil                         | Primer autor premiado de Malí                    |
| 1969 |      | Max-Olivier Lacamp             | Les Feux de la colère                            | Éditions Grasset              |                                                  |
| 1970 |      | Jean Freustié                  | Isabelle ou l'Arrière-saison                     | Éditions de la Table ronde    |                                                  |
| 1971 |      | Pierre-Jean Rémy               | Le Sac du palais d'été                           | Gallimard                     |                                                  |
| 1972 |      | Christopher Frank              | La Nuit américaine                               | Seuil                         |                                                  |
| 1973 |      | Suzanne Prou                   | La Terrasse des Bernardini                       | Éditions Calmann-Lévy         |                                                  |
| 1974 |      | Georges Borgeaud               | Le Voyage à l'étranger                           | Éditions Grasset              | Primer autor premiado de Suiza                   |
| 1975 |      | Jean Joubert                   | L'Homme de sable                                 | Éditions Grasset              |                                                  |
| 1976 |      | Michel Henry                   | L'Amour les yeux fermés                          | Gallimard                     |                                                  |
| 1977 |      | Alphonse Boudard               | Les Combattants du petit bonheur                 | Éditions de la Table ronde    |                                                  |
| 1978 |      | Conrad Detrez                  | L'Herbe à brûler                                 | Éditions Calmann-Lévy         | Primer autor premiado de Bélgica                 |
| 1979 |      | Jean-Marc Roberts              | Affaires étrangères                              | Seuil                         |                                                  |
| 1980 |      | Danièle Sallenave              | Les Portes de Gubbio                             | Hachette                      |                                                  |
| 1981 |      | Michel del Castillo            | La Nuit du décret                                | Seuil                         |                                                  |
| 1982 |      | Georges-Olivier Châteaureynaud | La Faculté des songes                            | Éditions Grasset              |                                                  |
| 1983 |      | Jean-Marie Rouart              | Avant-Guerre                                     | Éditions Grasset              |                                                  |
| 1984 |      | Annie Ernaux                   | La Place                                         | Gallimard                     |                                                  |
| 1985 |      | Raphaële Billetdoux            | Mes nuits sont plus belles que vos jours         | Éditions Grasset              |                                                  |
| 1986 |      | Christian Giudicelli           | Station balnéaire                                | Gallimard                     |                                                  |
| 1987 |      | René-Jean Clot                 | L'Enfant halluciné                               | Éditions Grasset              |                                                  |
| 1988 |      | René Depestre                  | Hadriana dans tous mes rêves                     | Gallimard                     | Premier lauréat haïtien                          |
| 1989 |      | Philippe Doumenc               | Les Comptoirs du Sud                             | Seuil                         |                                                  |
| 1990 |      | Jean Colombier                 | Les Frères Romance                               | Éditions Calmann-Lévy         |                                                  |
| 1991 |      | Dan Franck                     | La Séparation                                    | Seuil                         |                                                  |
| 1992 |      | François Weyergans             | La Démence du boxeur                             | Éditions Grasset              | Autor belga                                      |
| 1993 |      | Nicolas Bréhal                 | Les Corps célestes                               | Gallimard                     |                                                  |
| 1994 |      | Guillaume Le Touze             | Comme ton père                                   | Éditions de l'Olivier         |                                                  |
| 1995 |      | Patrick Besson                 | Les Braban                                       | Éditions Albin Michel         |                                                  |
| 1996 |      | Boris Schreiber                | Un silence d'environ une demi-heure              | Le Cherche midi               |                                                  |
| 1997 |      | Pascal Bruckner                | Les Voleurs de beauté                            | Éditions Grasset              |                                                  |
| 1998 |      | Dominique Bona                 | Le Manuscrit de Port-Ébène                       | Éditions Grasset              |                                                  |
| 1999 |      | Daniel Picouly                 | L'Enfant léopard                                 | Éditions Grasset              |                                                  |
| 2000 |      | Ahmadou Kourouma               | Allah n'est pas obligé                           | Seuil                         | Primer autor premiado de Costa de Marfil         |
| 2001 |      | Martine Le Coz                 | Céleste                                          | Éditions du Rocher            |                                                  |
| 2002 |      | Gérard de Cortanze             | Assam                                            | Éditions Albin Michel         |                                                  |
| 2003 |      | Philippe Claudel               | Les Âmes grises                                  | Éditions Stock                |                                                  |
| 2004 |      | Irène Némirovsky               | Suite française                                  | Denoël                        | Premio póstumo                                   |
| 2005 |      | Nina Bouraoui                  | Mes mauvaises pensées                            | Éditions Stock                |                                                  |
| 2006 |      | Alain Mabanckou                | Mémoires de porc-épic                            | Seuil                         | Primer escritor premiado del Congo               |
| 2007 |      | Daniel Pennac                  | Chagrin d'école                                  | Gallimard                     |                                                  |
| 2008 |      | Tierno Monénembo               | Le Roi de Kahel                                  | Seuil                         | Primer escritor premiado de Guinea               |
| 2009 |      | Frédéric Beigbeder             | Un roman français                                | Éditions Grasset              | Cítica                                           |
| 2010 |      | Virginie Despentes             | Apocalypse bébé                                  | Éditions Grasset              |                                                  |
| 2011 |      | Emmanuel Carrère               | Limonov                                          | Éditions P.O.L                |                                                  |
| 2012 |      | Scholastique Mukasonga         | Notre-Dame du Nil                                | Gallimard                     | Primer escritor premiado de Ruanda               |
| 2013 |      | Yann Moix                      | Naissance                                        | Éditions Grasset & Fasquelle  | Crítica                                          |
| 2014 |      | David Foenkinos                | Charlotte                                        | Gallimard                     | Crítica                                          |
| 2015 |      | Delphine de Vigan              | D'après une histoire vraie                       | Éditions Jean-Claude Lattès   | Crítica                                          |
| 2016 |      | Yasmina Reza                   | Babylone                                         | Éditions Flammarion           |                                                  |
| 2017 |      | Olivier Guez                   | La desaparición de Josef Mengele                 | Éditions Grasset et Fasquelle |                                                  |
| 2018 |      | Valérie Manteau                | Le Sillon                                        | Le Tripode                    | « Prix spécial » : Le Lambeau de Philippe Lançon |
| 2019 |      | Sylvain Tesson                 | La Panthère des neiges                           | Gallimard (19)                |                                                  |
| 2020 |      | Marie-Hélène Lafon             | Histoire du fils                                 | Buchet/Chastel                |                                                  |
| 2021 |      | Amélie Nothomb                 | Premier sang                                     | Albin Michel                  |                                                  |
| 2022 |      | Simon Liberati                 | Performance                                      | Grasset                       |                                                  |
| 2023 |      | Ann Scott                      | Les Insolents                                    | Calmann-Levy                  |                                                  |
| 2024 |      | Gäel Faye                      | Jacaranda                                        | Grasset                       | Escritor y cantante franco-ruandés               |